# Сальто-де-Агуа (муниципалитет)
Сальто-де-Агуа (исп. Salto de Agua) — муниципалитет в Мексике, штат Чьяпас, с административным центром в одноимённом городе. Численность населения, по данным переписи 2020 года, составила 64 251 человек.

## Общие сведения
Название Salto de Agua (с исп. — «падающая вода») — дано в знак множества водопадов на протекающей по муниципалитету реке Грихальва.
Площадь муниципалитета равна 1233,3 км², что составляет 1,7 % от площади штата, а наиболее высоко расположенное поселение Лоте-Очо, находится на высоте 890 метров.
Он граничит с другими муниципалитетами Чьяпаса: на севере и востоке с Паленке, на юге с Чилоном и Тумбалой, на западе с Тилой, а на северо-западе с другим штатом Мексики — Табаско.

## Учреждение и состав
Муниципалитет был образован в 1935 году, по данным 2020 года в его состав входит 315 населённых пунктов, самые крупные из которых:
| Код INEGI                  | Населённый пункт                                                                             | Численность населения (2005 год) | Численность населения (2010 год) | Численность населения (2020 год) |
| -------------------------- | -------------------------------------------------------------------------------------------- | -------------------------------- | -------------------------------- | -------------------------------- |
| 077                        | Всего                                                                                        | 53547                            | 57253                            | 64251                            |
| 0001                       | Сальто-де-Агуа (исп. Salto de Agua) 17°33′25″ с. ш. 92°20′00″ з. д. (административный центр) | 4891                             | 5199                             | 6181                             |
| 0077                       | Сан-Мигель (исп. San Miguel) 17°21′42″ с. ш. 92°00′30″ з. д.                                 | 1234                             | 1373                             | 1522                             |
| 0028                       | Эгипто (исп. Egipto) 17°15′44″ с. ш. 91°58′19″ з. д.                                         | 1234                             | 1419                             | 1478                             |
| 0069                       | Рио-Хордан (исп. Río Jordán) 17°14′45″ с. ш. 91°56′01″ з. д.                                 | 1078                             | 1197                             | 1473                             |
| 0036                       | Игнасио-Сарагоса (исп. Ignacio Zaragoza) 17°24′35″ с. ш. 92°01′53″ з. д.                     | 1277                             | 1303                             | 1438                             |
| 0018                       | Сенобио-Агилар (исп. Cenobio Aguilar (La Trinidad)) 17°24′21″ с. ш. 92°19′11″ з. д.          | 1003                             | 1006                             | 1420                             |
| 0010                       | Арройо-Паленке (исп. Arroyo Palenque) 17°23′31″ с. ш. 92°06′17″ з. д.                        | 1038                             | 1137                             | 1384                             |
| 0082                       | Санта-Мария (исп. Santa María) 17°21′07″ с. ш. 92°04′30″ з. д.                               | 1269                             | 1317                             | 1336                             |
| 0012                       | Белисарио-Домингес (исп. Belisario Domínguez) 17°24′18″ с. ш. 91°59′02″ з. д.                | 1138                             | 1393                             | 1217                             |
| —                          | Прочие                                                                                       | 39385                            | 41909                            | 46802                            |
| Названия на карте Генштаба |                                                                                              |                                  |                                  |                                  |

## Экономическая деятельность
По статистическим данным 2000 года, работоспособное население занято по секторам экономики в следующих пропорциях:
- сельское хозяйство, скотоводство и рыбная ловля — 80,1 %;
- промышленность и строительство — 3,8 %;
- торговля, сферы услуг и туризма — 13,8 %;
- безработные — 2,3 %.

## Инфраструктура
По статистическим данным 2020 года, инфраструктура развита следующим образом:
- электрификация: 96,4 %;
- водоснабжение: 36,3 %;
- водоотведение: 89,4 %.

## Туризм
Основными достопримечательностями, привлекающими туристов являются водопад Мисоль-А, а также местная флора и фауна.